# 롯데월드 무료개장 입장객 부상 사고
롯데월드 무료개장 입장객 부상 사고는 2006년 3월 26일 아트란티스 직원의 사고로 인하여 사과의 의미로 실시하게 된 무료 개장에서 사람들이 몰려 부상자가 발생한 사건이다.